# Eugeniusz Klin
Eugeniusz Klin (ur. 28 marca 1960) – polski lekkoatleta, który specjalizował się w rzucie oszczepem.

## Kariera sportowa
W 1978 zwyciężył w zawodach przyjaźni. Rok później uplasował się na 7. miejsce podczas mistrzostw Europy juniorów. Medalista mistrzostw Polski wśród juniorów nigdy nie wystartował w finale seniorskiego czempionatu. Jako junior reprezentował Polskę w meczach międzypaństwowych. Karierę zakończył w roku 1983. Rekord życiowy: 74,36 (16 czerwca 1979, Bielefeld).